# Río Uchami
El río Uchami (también transliterado como Učami) (en ruso: Учами) es un río asiático del norte de la Siberia rusa, un afluente del río Tunguska Inferior, a su vez afluente del curso inferior del río Yeniséi. Su longitud total es 466 km y su cuenca drena una superficie de 21.000 km² (un poco mayor que países como Eslovenia, Israel o El Salvador).
Administrativamente, el río discurre por el krai de Krasnoyarsk de la Federación de Rusia.

## Geografía
El río Uchami nace en la parte occidental de la gran meseta Central de Siberia. El río discurre por una región montañosa, en un valle muy profundo, primero en dirección Este-Noreste, para luego describir una amplia curva y encaminarse hacia el Norte. El río desemboca por la margen izquierda en el curso medio del río Tunguska Inferior, en Uchami. Sus principales afluentes son, por la derecha, los ríos Biramba y Vėtėtė; y, por la izquierda, el río Tere.
El río corre a través de una región remota montañosa poco habitada, con un clima muy severo, de modo que en su curso no encuentra ningún centro urbano de importancia y solamente pequeños asentamientos que se construyen sobre el suelo de permafrost. No hay vegetación, excepto musgos, líquenes y algunas hierbas.
Al igual que todos los ríos siberianos, sufre largos períodos de heladas (seis/siete meses al año, desde finales de octubre a mayo) y amplias extensiones de suelo permanecen permanentemente congeladas en profundidad. Al llegar la época estival, como se deshielan primero las zonas más al sur, el río inunda amplias zonas bajas próximas a sus riberas y sube bastante su nivel. 